# Russell Henry Manners
Russell Henry Manners (* 31. Januar 1800 in London; † 9. Mai 1870) war ein Admiral der Royal Navy und Präsident der Royal Astronomical Society.

## Leben
Russell Henry Manners wurde am 31. Januar 1800 als einziges Kind von Russell Manners (1771–1840), Parlamentsmitglied des Vereinigen Königreichs, in London geboren. In seiner ersten Lebenshälfte absolvierte er zunächst eine militärische Karriere bei der Royal Navy, bevor er sich in seiner zweiten Lebenshälfte in der Royal Astronomical Society engagierte.
Am 6. Mai 1813 trat Manners in die Royal Navy Academy ein, die zu dieser Zeit Royal Navy College hieß. Nach dreijähriger Ausbildung diente er als Freiwilliger auf der Minden und nahm so an der Bombardierung Algiers (1816) teil und kam anschließend zur East Indies Station, wo er bis zu seiner Beförderung am 1. Juli 1818 zum Midshipman auf der Orlando blieb. 1819 kam er nach England zurück, leistete Dienst auf dem Ärmelkanal, dann in der West Indies Station auf den Fregatten Spartan und Pyramus und am 29. Juli 1822 wurde er unter Kapitän John Edward Walcott Lieutenant auf der Tyne. Nach weiterem Dienst auf der Pyramus wurde ihm schließlich am 21. Oktober 1827 das Kommando der Britomart übertragen. Er war damit Teil des Geschwaders, das Prinz Michael nach Portugal eskortierte. Als sich dieser dann 1828 zum König Michael I. ausrief, musste Manners mit seinem Schiff zur Wahrung britischer Interessen in portugiesischen Gewässern bleiben, wofür er am 4. März 1829 zum Post-Captain, einem heute nicht mehr gebräuchlichen Rang, befördert wurde. Er beendete 1849 seinen aktiven Dienst in der Royal Navy und wurde in den Folgejahren durch weitere Beförderungen geehrt, siehe unten.
Nach seiner Karriere in der britischen Marine wandte sich Manners der Wissenschaft zu. Am 8. Januar 1836 wurde er zum Mitglied der Royal Astronomical Society gewählt, in der er sich durch administrative Aufgaben auszeichnete. Nachdem er einige Jahre im Rat der Gesellschaft tätig gewesen war, arbeitete er ab 1848 als ehrenamtlicher Sekretär der Gesellschaft. 1858 nahm er die Stelle des auswärtigen Sekretärs (Foreign Secretary) an, wobei ihm seine Fremdsprachenkenntnisse und seine gesellschaftliche Stellung zugutekamen. 1869 wurde er schließlich zum Präsidenten der Royal Astronomical Society gewählt.
Manners war seit 1834 mit der Tochter Louisa Jane von Louis-Pantaléon-Jude-Amédée de Noé (1777–1858), dem Grafen von Noé und Mitglied des Chambre des Pairs, verheiratet. Die Familie hatte zwei Söhne und eine Tochter.
Russell Manners erkrankte während seiner Präsidentschaft der Royal Astronomical Society und konnte diese daher nicht vollenden, er starb am 9. Mai 1870 im Alter von 70 Jahren.

## Ehrungen
- Nach Ausscheiden aus dem aktiven Dienst wurde Manners 1855 zum Rear-Admiral, dem dritthöchsten Admiralsrang, 1862 zum Vizeadmiral und 1869 schließlich zum Admiral befördert.[1]
- 1869 wurde Manners zum Präsidenten der Royal Astronomical Society gewählt.[4]
- Im Jahre 1935 benannte die Internationale Astronomische Union den Mondkrater Manners offiziell nach Russell Henry Manners.[5]